# Krzysztof Etmanowicz
Krzysztof Andrzej Etmanowicz [křištof andřej etmanovič] (3. března 1959 Varšava – 19. prosince 2012 tamtéž) byl polský fotbalový záložník a trenér.

## Hráčská kariéra
V Polsku hrál ve Varšavě (Legia, AZS-AWF a Polonia) a v Poznani (Olimpia). V sezoně 1986/87 hrál v Československu druhou nejvyšší soutěž za Sklo Union Teplice.

### Ligová bilance
| Ročník              | Zápasy | Góly | Minuty | Klub                  |
| ------------------- | ------ | ---- | ------ | --------------------- |
| II. liga 1986/87    | 4      | 0    | –      | TJ Sklo Union Teplice |
| CELKEM II. ČS. LIGA | 4      | 0    | –      |                       |

## Trenérská kariéra
Po skončení hráčské kariéry se stal trenérem. V polské nejvyšší soutěži vedl Legiu Varšava, kterou převzal po čtvrtém kole sezony 1991/92 (10. místo) a vedl ji i v úvodních čtyřech utkáních ročníku 1992/93. Poté trénoval menší polské kluby.